# Cultura calima

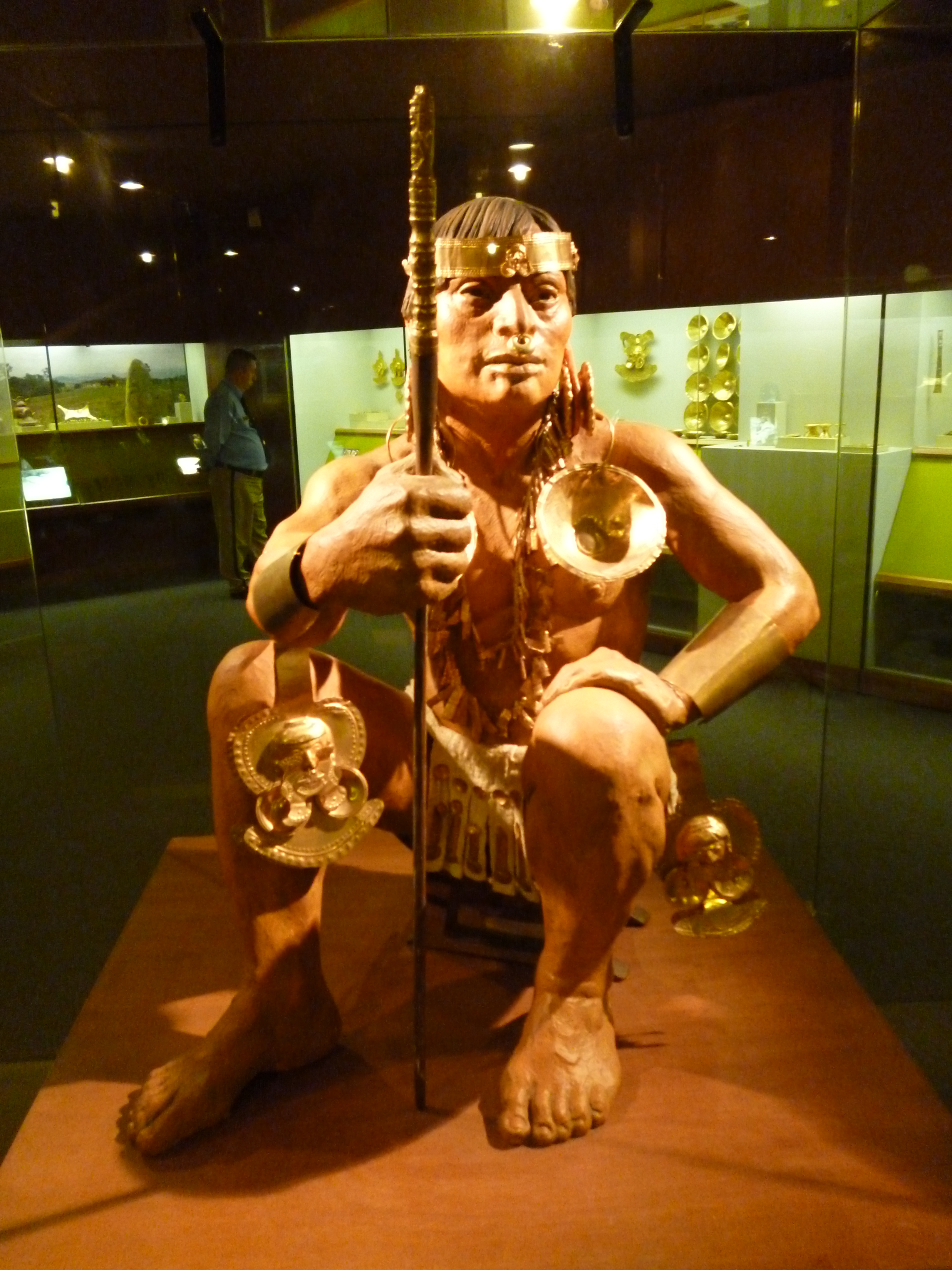
Indígena de la Cultura Calima con su atuendo de oro en el Museo del Oro Calima, ubicado en el centro histórico de Cali.

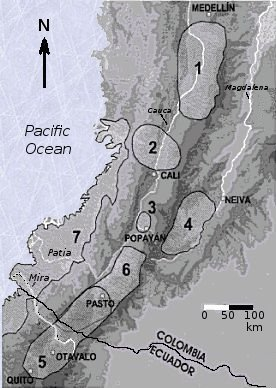
La cultura Calima es la número 2 de las Culturas precolombinas del suroccidente colombiano..

La cultura calima o muzo-colima es un grupo de culturas de la época precolombina que se encontraban en el occidente de Colombia, en el actual departamento del valle del Cauca, en los valles de los ríos San Juan, río Dagua y río Calima. Se establecieron entre el 1600 a. c y el siglo VI d. C. y no cohabitaron de manera simultánea. Es una región caracterizada por suaves colinas, abundante agua y un clima templado que abarca los municipios de: Restrepo, Calima-Darién y, de manera parcial en Yotoco y Vijes.
El uso de esta nomenclatura está en discusión, puesto que la nueva orientación de la investigación arqueológica en Colombia ha enfatizado el análisis desde un punto de vista de un proceso regional que se desarrolló en el valle del río Calima, para el que se proponen tres fases o tres culturas: la llama, la Yotoco y la Sonso.
Como resultado de las excavaciones arqueológicas en esta región se ha observado terrazas, que fueron construidas para sus viviendas, pinturas rupestres, tumbas, cerámicas y joyas. El nombre calima, se refiere a la zona geográfica en donde se han hallado los vestigios arqueológicos y no a los aborígenes que habitaron la región.
El Museo del Oro Calima y el Museo Arqueológico Calima albergan importantes colecciones de estas culturas.

## Historia y ubicación
La cultura Calima  abarca a diferentes grupos que vivían en esa región durante diferentes periodos de tiempo, pero debido a las similitudes en los restos arqueológicos y el hecho de que estas personas habitaban las mismas zonas, la región se conoce como Calima. 
Se ubicaron en la cordillera Occidental de los Andes en el suroccidente colombiano (valle del Cauca). A una altitud de 1.500 m.s.n.m.
Se divide en 2 grandes períodos la historia de la cultura calima:
- Los cazadores y recolectores: La etapa inicial y más primitiva duró cerca de 6 mil años.
- Culturas y sociedades: ilama, yotoco y sonso.

Pertenecían al grupo lingüístico Caribe, vinculados con los panchés, lo que significa que eran caníbales. De sus enemigos muertos en guerra se los comían enteros, mientras que a los españoles solo les comían el corazón.
Los términos yotoco y sonso son términos indígenas que sobrevivieron a la época colonial. Ilama, era el nombre de un pueblo de territorio sonso que en 1552 se encontraba bajo el mando de un cacique de nombre “Bonba”, rey de la tierra.
- Fase o cultura ilama: 1600-200/100 a. C.
- Fase o cultura yotoco: 100 a. C.-200 d. C.
- Fase o cultura sonso: 200 d. C.
- Debido al hallazgo en 1992 de un cementerio precolombino, algunas fuentes incluyen a la cultura malagana:200 a. C. a 200 d. C.[6]

Ubicación de las fases o culturas Calima
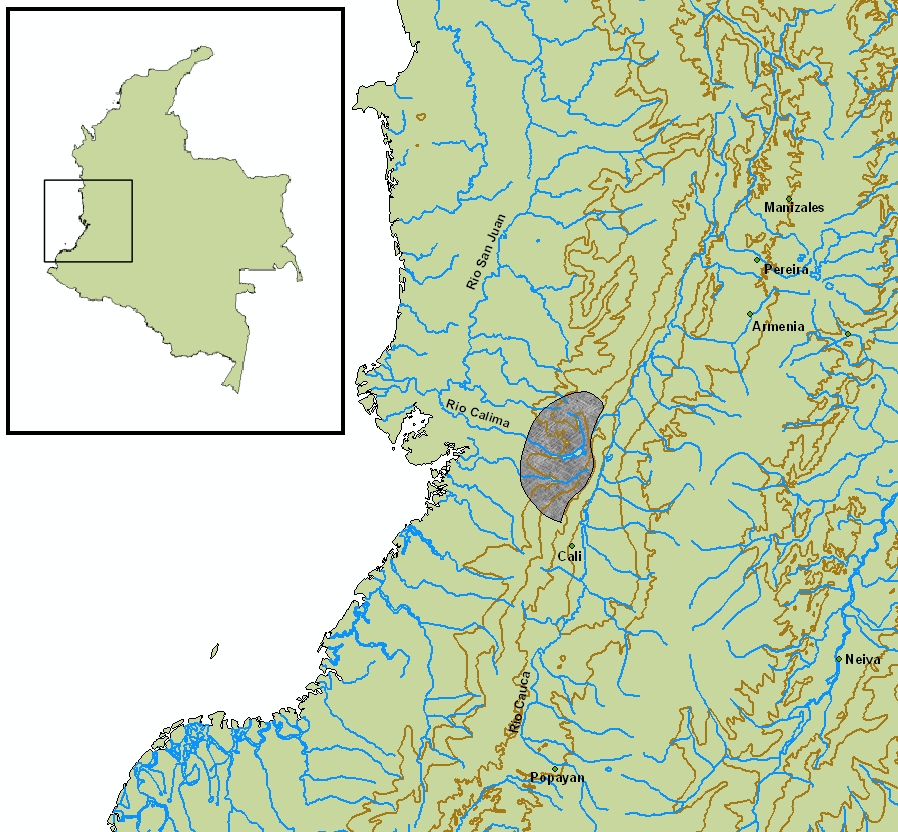
Cultura Llama
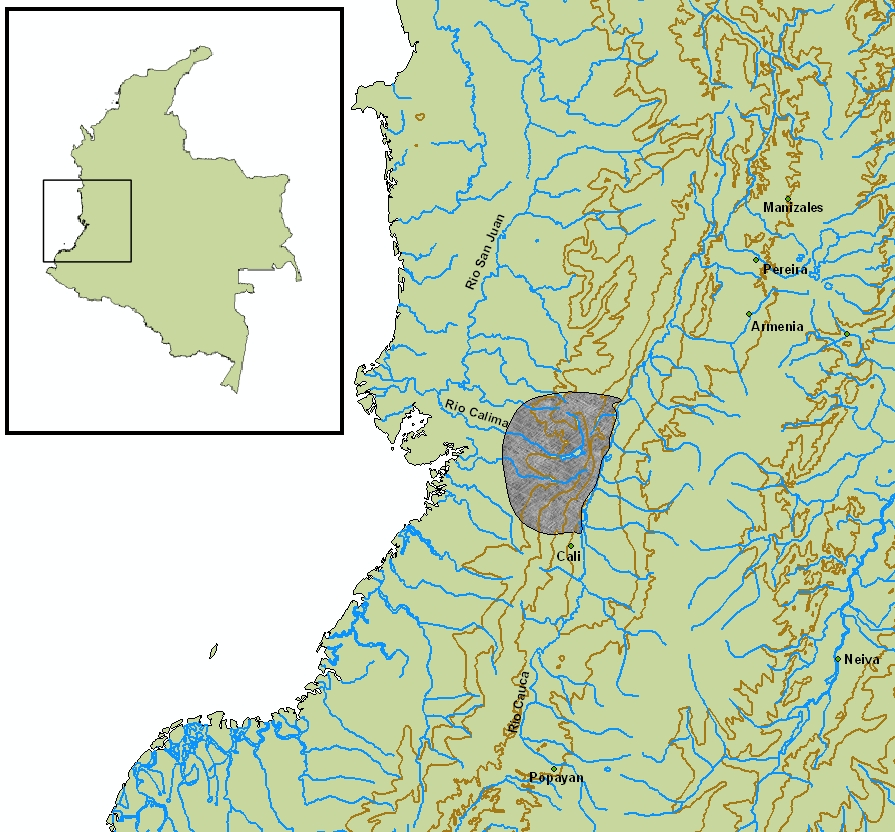
Cultura Yotoco
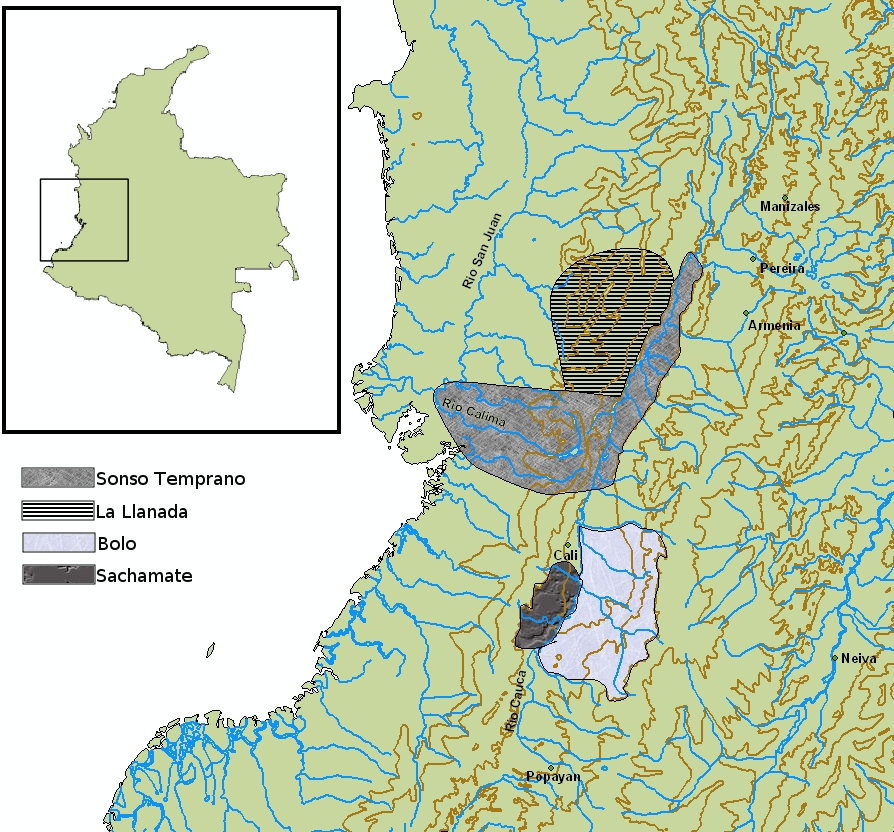
Cultura Sonso
Cultura Malagana

## Sociedad
Estas culturas se dividieron en cacicazgos, que son las tribus gobernadas por un cacique y no había un gobierno central.Existen jerarquías sociales. Esta cultura practicaba la poligamia, que incluía una esposa primaria, y esposas secundarias. Las mujeres desempeñan un papel muy importante en esta sociedad, ya que intervenían en las actividades agrícolas como la ganadería. Aprovecharon los suelos de origen volcánico y la irrigación del valle del Cauca, que tenía espesos bosques para la cacería, cultivaban maíz, fríjol común, achiote, zapallo o auyama y pescaban.

## Mitología
En su mitología existían bestias fabulosas. Se combinaban varios animales en un solo ser. Al parecer el culto funerario tuvo gran importancia para los distintos periodos de la cultura calima. Guaqueros y arqueólogos han encontrado gran cantidad de tumbas, unas con cantidades de piezas de oro y otras donde estas estaban ausentes. Otros seres fabulosos combinan rasgos de humano, felino, anfibio, murciélago y serpiente, tal vez con la intención de hacer propia la fuerza, audacia, fiereza y agilidad de estos animales.

## Cerámica

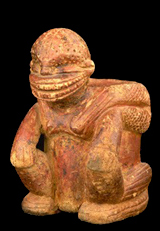
Cerámica calima.

La cerámica calima se identifica por su decoración geométrica. Predominan las vasijas antropomorfas y zoomorfas en forma de botella de doble pico y asa puente.  Algunas de las piezas más representativas son los canasteros, que representan a personajes cargando cestos otras piezas típicas son las maternidades, las figuras femeninas gordas y personajes de ojos rasgados y labios gruesos.  
En la cerámica de la cultura ilama animales como la serpiente, el búho o el sapo hacían parte del medio geográfico, mientras que aves como palomas y pájaros carpinteros o mamíferos pequeños como el armadillo, eran empleados como parte de la dieta alimenticia.

## Orfebrería
En el valle del Calima también hubo un notable desarrollo de la orfebrería, como lo muestran los numerosos trabajos en oro y tumbaga que se han encontrado en la región, los más notables corresponden a la fase Yotoco. Los calima utilizaban el oro especialmente para sus ritos funerarios, como una forma de conexión con el más allá.
Las narigueras eran utilizadas para disfrazarse en sus ceremonias para honrar a sus dioses. Muchas de ellas eran labradas de una forma que pudieran imitar a un felino o a un animal poderoso. Las máscaras tenían varias representaciones como el jaguar y el murciélago, y otras representaban el "ego animal". También usaban collares.